# Lubelska Kolej Aglomeracyjna

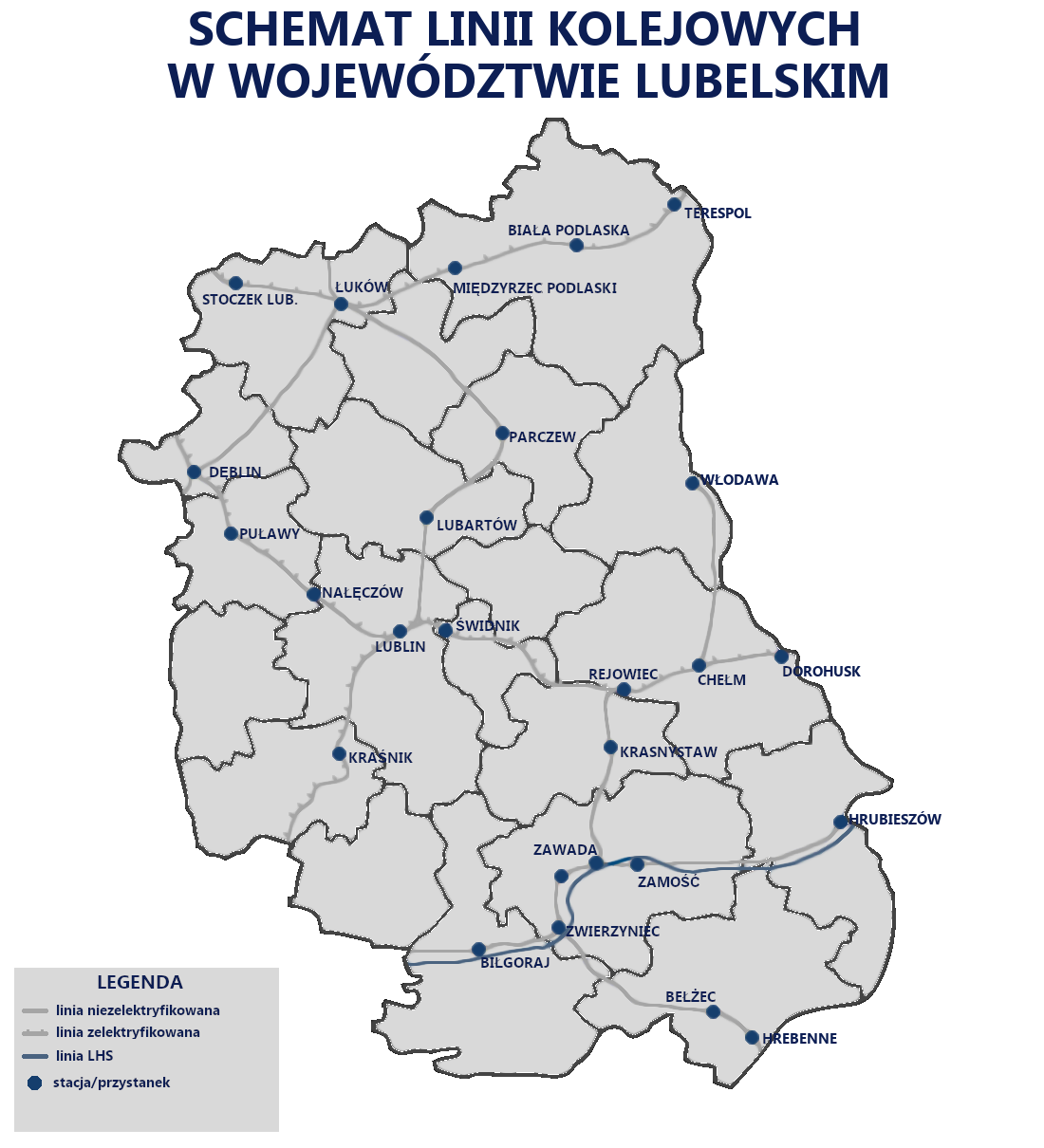
Schemat linii kolejowych w województwie lubelskim (2021)

Lubelska Kolej Aglomeracyjna (LKA; także: Metropolitalna, LKM) – planowany system kolei aglomeracyjnej w aglomeracji lubelskiej.

## Stan połączeń do 2019
Połączenie aglomeracji lubelskiej systemem kolejowym było omawiane wielokrotnie, w szczególności po wstąpieniu Polski do Unii Europejskiej. W 2009 autorzy Studium urbanizacji Lubelskiego Obszaru Metropolitalnego (LOM) stwierdzili, że transport zbiorowy w gminach obszaru metropolitalnego był niewystarczający. System kolejowy nie miał większego znaczenia w transporcie pasażerskim. Przyczyną był zły stan infrastruktury i taboru. Obserwowano także spadek liczby pasażerów. W 2019 gęstość linii kolejowych w województwie lubelskim w przeliczeniu na 100 km kw. wynosiła 3,6 km. Był to drugi najniższy wynik w skali kraju.
Autorzy Studium urbanizacji LOM postulowali: utworzenie głównego węzła przesiadkowego w Lublinie, zbudowanie siatki połączeń lokalnych i rozbudowę infrastruktury. W 2011 rozpoczęły się rozmowy między Polskimi Kolejami Państwowymi, województwem lubelskim i miastem Lublin. W 2013 ogłoszono, że dalsza współpraca jest zależna od ustalenia zasad dysponowania środkami unijnymi.

## Prace koncepcyjne
W 2018 koncepcję LKA przedstawił samorząd wojewódzki. Według tego założenia LKA miałaby łączyć Puławy, Lublin i Świdnik, Lubartów oraz Kraśnik. Zaproponowano wtedy zbudowanie łącznicy między liniami nr 7 i nr 68 dla usprawnienia ruchu towarowego. Kwestię połączenia Lublina i Zamościa pominięto, ponieważ ten odcinek jest już uwzględniony w siatce obsługującej Centralny Port Komunikacyjny.
Kolejne porozumienie między PKP a samorządami podpisano w 2020. Wtedy wybrano także autora koncepcji LKA. Koncepcja miała zakładać skomunikowanie Puław, Parczewa, Chełma i Kraśnika, Szastarki z Biłgorajem przez Janów Lubelski oraz Łęcznej z Lublinem. Ponadto miała odnieść się do elektryfikacji połączenia Łuków – Lublin. Zakładano, że koncepcja powstanie w roku 2021. Dokumentacja miała być tworzona w latach 2022–2023, a roboty budowlane miały być ukończone w latach 2027–2028.
W 2022 poinformowano o treści koncepcji. Przyjęto w niej założenie, że codziennie na każdej z tras będzie jeździło co najmniej osiem pojazdów z Lublina i osiem powrotnych, co oznacza zapotrzebowanie na 30 elektrycznych zespołów trakcyjnych. Przewozy miałyby być realizowane przez Polregio, a nie nową spółkę samorządową.

## Prace projektowe i wykonawcze
W 2023 ogłoszono przetarg na przygotowanie dokumentacji budowy linii kolejowej Szastarka – Janów Lubelski – Biłgoraj. Roboty budowlane mają być wykonywane w latach 2026–2028.